# Billy Mundi
Billy Mundi (* jako Antonio Salas; 25. září 1942, San Francisco, Kalifornie, USA – 29. března 2014), známý také jako Tony Schnasse, byl americký bubeník. Krátce hrál s Los Angeles Philharmonic, v šedesátých letech byl členem skupin The Mothers of Invention, Rhinoceros, The Lamp of Childhood, Earth Opera a dalších. Byl také členem superskupiny The Grandmothers.

## Výběr z diskografie

### Studiová alba
- Tim Buckley (Tim Buckley, 1966)[1]
- Fred Neil (Fred Neil, 1966)
- The Stone Poneys (The Stone Poneys, 1967)
- Evergreen, Volume 2 (The Stone Poneys, 1967)
- Absolutely Free (The Mothers of Invention, 1967)
- We're Only in It for the Money (The Mothers of Invention, 1968)
- Rhinoceros (Rhinoceros, 1968)
- Earth Opera (Earth Opera, 1968)
- The Great American Eagle Tragedy (Earth Opera, 1969)
- Satin Chickens (Rhinoceros, 1969)
- Uncle Meat (The Mothers of Invention, 1969)
- New Morning (Bob Dylan, 1970)[2]
- Stormbringer! (John a Beverley Martyn, 1970)
- Beautiful Lies You Could Live In (Tom Rapp/Pearls Before Swine, 1971
- Something/Anything? (Todd Rundgren, 1972)
- Familiar Songs (Tom Rapp, 1972) (není uveden)[3]
- For the First Time (Razmataz, 1972)[4]
- Rural Space (Brewer & Shipley, 1972)
- Tom Fogerty (Tom Fogerty, 1972)
- Moondog Matinee (The Band, 1973)[5]